# Азія (римська провінція)
38°24′ пн. ш. 28°18′ сх. д. / 38.4° пн. ш. 28.3° сх. д.
Азія (лат. Asia) — римська провінція, яка охоплювала західну частину Малої Азії. Була приєднана до Риму в 133 році до н. ери за заповітом пергамського царя Аттала III, за яким він передав своє царство Риму. Однак фактично утвердитися римляни змогли лише після придушення повстання Арістоніка в 133—129 роках до н. е. У період максимального розширення (І ст.до н. е. — ІІІ ст.н. е.) Азія межувала з іншими римськими провінціями — на півночі з Віфінією, на півдні з Лікією, на сході з Галатією.

## Неповний список римських намісників провінції Азія
- проконсул Публій Корнелій Лентул Сципіон (41-42)
- Гней Доміцій Корбулон (52-60)
- Квінт Марцій Барея Соран (61-62)
- Публій Воласенна (62—63)
- Луцій Сальвій Отон Тіціан (63-64)
- Луцій Антістій Вет (64-65)
- Маній Ацилій Авіола (65-66)
- Марк Апоній Сатурнін (66-67)
- Гай Фонтей Агріппа (68-69)
- Тит Клодій Епрій Марцелл (70-73)
- Авл Дуценій Гемин (73-74)
- Марк Веттій Болан (73-75 — 75-76)
- Гай Леканій Басс (75-77)
- Сілій Італік (77-80)
- Секст Юлій Фронтін (84/85)
- Публій Ноній Аспренас Цезій Касіан (86-87)
- Гай Веттулен Цівіка Цереал (87-88)
- Марк Фульвій Гілло (89-90)
- Луцій Лусцій Окреа (90-91)
- Публій Кальвізій Русо Юлій Фронтін (92-93)
- Луцій Юній Цезенній Пет (93-94)
- Марк Атілій Постум Брадуа (94-95)
- Луцій Калвентій Секст Карміній Вет (96-97)
- Гней Педаній Фуск Салінатор (98-99)
- Квінт Вібій Секунд (101—102)
- Тиберій Юлій Цельс (105/106-106/107)
- Марк Лоллій Паулін Децим Валерій Азіатік Сатурнін (107—108)
- Гай Анцій Авл Юлій Квадрат (109—115)
- Галеон Тетта Север Марк Еппулей Прокул Тиберій Цепіон Гіспон (118—119)
- Гай Требон Прокул Меттій Модест (119—120)
- Секст Субрій Декстер Корнелій Пріск (120—121)
- Гай Мінуцій Фундан (122—123)
- Марк Педуцей Присцін (124—125)
- Публій Афраній Флавіан (130—131)
- Луцій Фунданій Ламія Еліан (131—132)
- Гай Юлій Александр Береніціан (132—133)
- Марк Пакцій Сільван Квінт Коредій Галл Гаргілій Антикв (134—135)
- Тит Аврелій Фульв (135—136)
- Луцій Венулей Апроніан Октавій Пріск (138—139)
- Тіберій Юлій Кандід Цельс (143—144)
- Тіберій Клавдій Квартін (145—146)
- Публій Муммій Сізенна (150—151)
- Тит Вітрасій Полліо (151—152)
- Гай Юлій Север (152—153)
- Марк Педуцей Стлога Присцін (155-156)
- Луцій Статій Квадрат (156—157)
- Тит Статілій Максим (157—158)
- Квінт Корнелій Прокул (161—162)
- Гай Попілій Кар Педон (162 — 163—164)
- Квінт Помпей Сосій Пріск (163—164)
- Марк Гавій Сквілла Галлікан (164—165)
- Луцій Сергій Павло (166—167)
- Тіт Помпоній Прокул Вітразій Полліон (167—168)
- Луцій Фульвій Русцій Гай Бруттій Презент (168—169)
- Марк Ноній Макрін (170—171)
- Секст Сульпіцій Тертулл (173—174)
- Публій Юлій Гемін Марціан (182)
- Гай Аррій Антонін (між 188 й 190)
- Аселій Еміліан (192—193)
- Квінт Гедій Руф Лолліан Гентіан (201—202)
- Попілій Педон Апроніан (205)
- Квінт Тіней Сацердот (206—207)
- Гай Юлій Авіт Алексіан (215—216)
- Квінт Аніций Фауст (217—219)
- Квінт Гедій Лолліан Плавцій Авіт (224)
- Луцій Егнацій Віктор Лолліан (242-245)
- Амній Маній Цезоній Нікомах Аніцій Паулін Гонорій (323—324)
- Елій Клавдій Дульцітій (361—362)
- Нікомах Флавіан (383—384)
- Антемій Ісидор (405—410)